# Эквивалентность категорий
Эквивале́нтность катего́рий в теории категорий — отношение между категориями, показывающее, что две категории «по существу одинаковы». Установление эквивалентности свидетельствует о глубокой связи соответствующих математических концепций и позволяет «переносить» теоремы с одних структур на другие.

## Определение
Для двух категорий C и D задана их эквивалентность, если задан функтор F : C → D, функтор G : D → C, и два естественных изоморфизма ε: FG→ID и η : IC→GF. Здесь IC: C→C и ID: D→D — тождественные функторы на C и D соответственно. Если F и G — контравариантные функторы, это определяет двойственность категорий.

### Эквивалентные формулировки
Можно показать, что функтор F : C → D задаёт эквивалентность категорий тогда и только тогда, когда он:
- вполне унивалентен и
- плотен, то есть в классе изоморфизма любого элемента d категории D существует объект, имеющий прообраз в C под действием F.

Это — наиболее часто применяемый критерий, так как он не требует явно сконструировать «обратный» функтор и два естественных преобразования. С другой стороны, хотя приведенное выше свойство гарантирует существование эквивалентности, часть данных теряется, так как иногда эквивалентность можно провести разными способами. Поэтому функтор F с такими свойствами иногда называют слабой эквивалентностью категорий.
Ещё одна формулировка использует понятие сопряжённых функторов: F и G задают эквивалентность категорий тогда и только тогда, когда они оба вполне унивалентные и являются сопряжёнными.

## Примеры
- Между категорией {\displaystyle C} из одного объекта {\displaystyle c} и одного морфизма {\displaystyle 1_{c}} и категорией {\displaystyle D} из двух объектов {\displaystyle d_{1}}, {\displaystyle d_{2}} и четырёх морфизмов: двух тождественных {\displaystyle 1_{d_{1}}}, {\displaystyle 1_{d_{2}}} и двух изоморфизма {\displaystyle \alpha \colon d_{1}\to d_{2}}, {\displaystyle \beta \colon d_{2}\to d_{1}} можно установить эквивалентность, например взять {\displaystyle F}, отправляющий {\displaystyle c} в {\displaystyle d_{1}} и {\displaystyle G}, отправляющий всё {\displaystyle D} в {\displaystyle c}. Однако, например, категория {\displaystyle C} не эквивалентна категории из двух объектов и двух тождественных морфизмов.
- Пусть категория {\displaystyle C} состоит из одного объекта {\displaystyle c} и двух морфизмов {\displaystyle 1_{c},f\colon c\to c}, где {\displaystyle f\circ f=1}. Тогда {\displaystyle f} задаёт естественный изоморфизм {\displaystyle \mathbf {I} _{C}} с собой (нетривиальный, так как он действует на морфизмах не тождественным образом).
- Эквивалентны категория {\displaystyle C} конечномерных действительных векторных пространств и категория {\displaystyle D=\mathrm {Mat} (\mathbb {R} )} (объекты — натуральные числа, морфизмы — матрицы соответствующей размерности): функтор {\displaystyle F\colon C\to D} сопоставляет векторному пространству его размерность (что соответствует выбору в каждом пространстве базиса).
- Одна из центральных тем алгебраической геометрии — двойственность категорий аффинных схем и коммутативных колец. Соответствующий функтор отправляет кольцо в его спектр — схему, образованную простыми идеалами.

## Свойства
При эквивалентности категорий сохраняются все «категорные» свойства: например, свойство быть начальным объектом, мономорфизмом, пределом или свойство категории быть топосом.
Если F : C → D — эквивалентность категорий и G1, G2 «обратные» к F, то G1 и G2 естественно изоморфны.